# Thân vương quốc Yaroslavl
Thân vương quốc Yaroslavl (tiếng Nga: Ярославское княжество, chuyển tự Yaroslavskoye knyazhestvo) là một Thân vương quốc của người Rus' với thủ phủ đặt tại thành phố Yaroslavl. Nó tồn tại từ năm 1218 cho đến năm 1463 (de jure cho đến năm 1471) khi nó trở thành một phần của Đại công quốc Moskva.
Yaroslavl tách khỏi Đại công quốc Vladimir-Suzdal khi các con trai của Konstantin Vsevolodovich phân chia lãnh thổ của ông sau khi ông qua đời. Vsevolod Konstantinovich thừa kế các vùng đất xung quanh Yaroslavl trên cả hai bờ sông Volga với các phụ lưu của nó - Mologa, Yukhot', Ikhra, Sit', Sheksna và Hồ Kubenskoye.
Năm 1238, thành phố bị cướp phá bởi cuộc xâm lược của người Mông Cổ vào Kiev Rus'. Trong Trận sông Sit vào ngày 4 tháng 3 năm 1238, Vsevolod Konstantinovich bị giết và quân Nga đại bại. Kết quả là, ách thống trị của người Mông Cổ-Tatar được thiết lập trên Thân vương quốc Yaroslavl và tất cả các vùng đất của Đông Bắc Rus.
Năm 1262, cuộc nổi dậy chống lại những người thu cống nạp Mông Cổ đã kết thúc bằng việc giết chết tất cả người Tatar địa phương. Cuộc tấn công trừng phạt đã bị ngăn chặn bởi Alexander Nevsky, người đã đến Kim Trướng Hãn quốc để đàm phán.